# Coppa delle Coppe 1961-1962
La Coppa delle Coppe 1961-1962 è stata la 2ª edizione della competizione calcistica europea Coppa delle Coppe UEFA. Venne vinta dall'Atlético Madrid, che sconfisse in finale la Fiorentina. Questa fu la prima edizione organizzata dall'UEFA che prese in carico la manifestazione cedutale dal Comitato della Mitropa nel convegno di Amsterdam del 16 febbraio 1961.

## Primo turno
| Squadra 1         | Totale | Squadra 2              | Andata | Ritorno |
| ----------------- | ------ | ---------------------- | ------ | ------- |
| Swansea Town      | 3 - 7  | Motor Jena             | 2 - 2  | 1 - 5   |
| La Chaux-de-Fonds | 6 - 7  | Leixões                | 6 - 2  | 0 - 5   |
| Glenavon          | 2 - 7  | Leicester              | 1 - 4  | 1 - 3   |
| Sedan             | 3 - 7  | Atlético Madrid        | 2 - 3  | 1 - 4   |
| Rapid Vienna      | 5 - 2  | Spartak Varna          | 0 - 0  | 5 - 2   |
| Floriana          | 4 - 15 | Újpest Dózsa           | 2 - 5  | 2 - 10  |
| Dunfermline       | 8 - 1  | St. Patrick's Athletic | 4 - 1  | 4 - 0   |

## Ottavi di finale
| Squadra 1    | Totale | Squadra 2          | Andata | Ritorno |
| ------------ | ------ | ------------------ | ------ | ------- |
| Motor Jena   | 9 - 2  | Alliance Dudelange | 7 - 0  | 2 - 2   |
| Leixões      | 2 - 1  | Progresul Bucarest | 1 - 1  | 1 - 0   |
| Werder Brema | 5 - 2  | Arhus              | 2 - 0  | 3 - 2   |
| Leicester    | 1 - 3  | Atletico Madrid    | 1 - 1  | 0 - 2   |
| Olympiakos   | 2 - 4  | Dynamo Žilina      | 2 - 3  | 0 - 1   |
| Fiorentina   | 9 - 3  | Rapid Vienna       | 3 - 1  | 6 - 2   |
| Ajax         | 3 - 4  | Ujpest Dozsa       | 2 - 1  | 1 - 3   |
| Dunfermline  | 5 - 2  | Vardar Skopje      | 5 - 0  | 0 - 2   |

## Quarti di finale
| Squadra 1     | Totale | Squadra 2       | Andata | Ritorno |
| ------------- | ------ | --------------- | ------ | ------- |
| Motor Jena    | 4 - 2  | Leixões         | 1 - 1  | 3 - 1   |
| Werder Brema  | 2 - 4  | Atletico Madrid | 1 - 1  | 1 - 3   |
| Dynamo Zilina | 3 - 4  | Fiorentina      | 3 - 2  | 0 - 2   |
| Ujpest Dozsa  | 5 - 3  | Dunfermline     | 4 - 3  | 1 - 0   |

## Semifinali
| Squadra 1  | Totale | Squadra 2       | Andata | Ritorno |
| ---------- | ------ | --------------- | ------ | ------- |
| Motor Jena | 0 - 5  | Atletico Madrid | 0 - 1  | 0 - 4   |
| Fiorentina | 3 - 0  | Újpest Dózsa    | 2 - 0  | 1 - 0   |

## Finale
| Arbitro: | Thomas Wharton |

|           |           |            |
| Peiró 11’ | Marcatori | 27’ Hamrin |

| Arbitro: | Kurt Tschenscher |

| |            |                                                                                             |
| Jones 8’ Mendonça 27’ Peiró 59’                                                                          | Marcatori  |                                                                                             |
| Madinabeytia Rivilla Calleja Rodrigues Valente Griffa Glaría Jordán Jones Adelardo Peiró Mendonça Collar | Formazioni | Sarti Robotti Castelletti Malatrasi Orzan Marchesi Hamrin Ferretti Milan Dell'Angelo Petris |
| José Villalonga                                                                                          | Allenatori | Nándor Hidegkuti                                                                            |